# Macroevoluzione
La macroevoluzione è l'insieme dei processi evolutivi, dimostrabili solo attraverso i fossili che forniscono tre tipi di origine per i grandi gruppi: l'evoluzione filetica, la cladogenesi e la radiazione adattativa, che in lunghi tempi generano le maggiori classi sistematiche.
A livello genetico i fenomeni macroevolutivi avvengono in una popolazione modificando il genotipo dei singoli individui e sono quindi contemporaneamente microevolutivi. Per quanto riguarda il fenotipo le differenze sono apprezzabili e quindi la macroevoluzione non può essere rapportata alla microevoluzione se non si intende l'evoluzione biologica come la semplice variazione del codice genetico.
| Controllo di autorità | J9U (EN, HE) 987007537095605171 |